# Russula gracillima
Russule gracile
Espèce
Russula gracillima, la Russule gracile, est une espèce de champignons de la famille des Russulaceae. Il s'agit d'un champignon de petite taille, clair, poussant essentiellement au pied des bouleaux et que l'on rencontre en Europe, en Asie et en Amérique du Nord.

## Description
Le chapeau, de 2 à 6 cm de diamètre, est généralement vert terne ou vert olive en son centre et présente une périphérie rose, même s'il peut être uniquement de l'une ou l'autre de ces couleurs, ou, parfois, violet pâle. Au début, il est convexe, mais par la suite, il s'aplatit et, parfois, présente une petite saillie centrale (umbo). La peau du chapeau pèle sur un tiers à la moitié de leur diamètre et les spécimens adultes ont souvent un bord plissé.
Le pied fragile, blanc ou gris-rose pâle, est long par rapport à la taille du chapeau.
Les lamelles sont légèrement décurrentes, crème pâle et donnent à l'impression des spores de la même couleur. Elles n'ont pas d'encoches ou d'entailles sur leurs bords libres. La chair est blanche et de goût fort.
Cette espèce est semblable à Russula betularum qu'on retrouve fréquemment près des bouleaux, et qui, bien que généralement plus pâle, peut être confondue avec Russula gracillima lorsqu'elle est lavée. Il y a aussi Russula fragilis qui est très similaire et pousse dans les mêmes endroits. Mais cette espèce est généralement plus sombre et plus violacée et ses encoches sur le bords de ses lamelles sont visibles à la loupe ce qui permet de les distinguer.

## Distribution et habitat
Russula gracillima apparaît au cours de l'été à la fin de l'automne, le plus souvent en petits groupes, au pied de bouleaux, saules ou parfois dans des endroits humides. Ce champignon est très répandu dans les zones tempérées du Nord de l'Europe, en Asie et en Amérique du Nord.

## Comestibilité
La comestibilité de Russula gracillima n'est pas connue.

## Liste des formes
Selon MycoBank (8 février 2023) :
- Russula gracillima f. altaica (Singer) Vassilkov, 1970
- Russula gracillima f. gracillima

## Systématique
Le nom correct complet (avec auteur) de ce taxon est Russula gracillima Jul.Schäff., 1931.
Russula gracillima a pour synonymes :
- Russula gracilis subsp. gracillima (Jul. Schäff.) Singer, 1938
- Russula gracillima Jul.Schäff., 1931

## Étymologie
Son épithète spécifique, gracillima, dérive du latin gracilis, « mince, svelte, gracile »